# هانیس
هانیس روستایی در ۱۸ کیلومتری شرقی شهر سنندج واقع شده‌است. زبان مردم هانیس کردی می باشند.شغل اکثر مردماین روستا کشاورزی است و آب و هوای آن در تابستان خنک و دلپزیر و در زمستان بسیار سرد است.
این روستا دارای طبیعتی دلپذیر و چشمه های پر آب است که گاها در تابستان ها کم آب ولی به ندرت خشک می‌شوند. یکی از معانی برداشت شده از نام این روستا سرزمین پر چشمه یا کانیس است که کانی در زبان کردی به معنای چشمه است. این روستا محصولات زراعی و باغی فراوان تولید می‌کند که می‌توان به: گیلاس، هلو، گردو، بادام، زردآلو، سنجد، گندم، انواع صیفی‌جات و... اشاره نمود.
 
در این روستا به  نام های خانوادگی متونع همچون: منصوری، نصیری، مرادی و ... اشاره کرد که بیشترین نام خانوادگی مربوط به منصوری است.
```
لغت‌نامه دهخدا :هانیس. ( اِخ ) دهی از دهستان ییلاق بخش حومه شهرستان سنندج است. در 15 هزارگزی جنوب خاور سنندج و 6 هزارگزی جنوب شوسه سنندج به همدان واقع شده. ناحیه ای است کوهستانی سردسیر و دارای 495 تن سکنه کردی زبان است. از چشمه مشروب میشود و محصولش غلات و شغل اهالی زراعت و گله داری است. زنان قالیچه و جاجیم و گلیم میبافند. راه مالرو دارد. ( فرهنگ جغرافیایی ایران ج 5)
```

1. «: کمیته تخصصی نام نگاری و یکسان‌سازی نام‌های جغرافیایی ایران :». بایگانی‌شده از اصلی در ۲۹ اوت ۲۰۱۱. دریافت‌شده در ۱۹ ژوئیه ۲۰۱۱.